# Fernando Lens Astray
Fernando Lens Astray (Santiago de Compostela, 20 de mayo de 1949) es un teniente general español, desde junio de 2009, Jefe del Mando Aéreo Central del Ejército del Aire.
Fernando Lens es un reconocido piloto de combate. Ha estado destinado en el Centro Logístico de Armamento y Experimentación, en el Estado Mayor Conjunto y en el Estado Mayor del Aire. Fue Jefe del Ala 12 (Base Aérea de Torrejón), representante militar nacional ante el Comandante Supremo de las Fuerzas de la OTAN en Europa (SACEUR), momento de su ascenso eventual al generalato confirmado un año después por el Consejo de Ministros, Jefe del Estado Mayor del Mando Aéreo de Combate y Presidente del Consejo Asesor de Personal del Ejército del Aire. De octubre de 2008 a 2009 fue director del Gabinete Técnico de la Ministra de Defensa, Carme Chacón. En junio de 2009 relevó a su hermano, Miguel Lens Astray como Jefe del Mando Aéreo Central.